# مطار جنق قلعة
مطار جنق قلعة (بالتركية: Çanakkale Havalimanı)‏ هو مطار في مدينة جنق قلعة، تركيا.